# ینگنک
ینگنک (به لاتین: Jeninek) یک روستا در لهستان است که در گمینا بوگدانگتس واقع شده‌است. ینگنک ۸۰ نفر جمعیت دارد.